# Karl Höll
Karl Höll  (* 2. April 1901; † 1997) war ein deutscher Lebensmittelchemiker und Unternehmer, der insbesondere in den Fachgebieten der Aufbereitung, analytischen Untersuchung und Bewertung von Wässern ein hohes Renommee besaß.

## Leben
Er studierte an der Friedrich-Wilhelms-Universität zu Berlin unter anderem bei Richard Kolkwitz und erwarb zunächst ein Diplom als Lebensmittelchemiker. Anschließend wurde er dort 1928 mit der Dissertation Oekologie der Peridineen. Studien über den Einfluß chemischer und physikalischer Faktoren auf die Verbreitung der Dinoflagellaten im Süßwasser promoviert. Darüber hinaus war er in späteren Jahren auch Inhaber eines Ehrendoktortitels als Doktoringenieur.
Den Einstieg ins Berufsleben fand Höll um 1930 in der biologischen Abteilung der Preußischen Landesanstalt für Wasser-, Boden- und Lufthygiene im Berliner Ortsteil Dahlem. Danach arbeitete er um 1934/1935 als Oberassistent am von Peter Danckwortt geleiteten Chemischen Institut der Tierärztlichen Hochschule Hannover. Während dieser Zeit wurde ihm 1934 mit der Patentnummer b. Gr. 1/01. H. 140 080 ein „Verfahren zur Entfernung von Kupfersalzen aus Trinkwasser“ patentiert. Um 1938 war er bei der Preußischen Landesanstalt für Lebensmittel, Arzneimittel und gerichtliche Medizin im Berliner Ortsteil Charlottenburg tätig, ehe er 1940 „auf Lebenszeit“ als Regierungsrat bei der Reichsmonopolverwaltung für Branntwein im Ortsteil Tempelhof angestellt wurde. Sein 1943 veröffentlichtes Buch Wasseruntersuchungen entwickelte sich zu einem Standardwerk der Wasseranalytik und wurde im Laufe der Jahrzehnte unter variierenden Titeln permanent aktualisiert und neu herausgegeben.
Anfang der 1950er Jahre gründete er dann das Labor für Wasseruntersuchungen. Das Unternehmen spezialisierte sich auf chemische Analysen von Heil- und Mineralwässern. Ab den 1970er Jahren tat sich Höll zudem als Kritiker der Nutzung von Kernenergie hervor. So bemängelte er beispielsweise im August 1974 – Bezug nehmend auf einen Störfall im April 1972 – eine „atomare Verseuchung der Weser und eine unzumutbare Erhitzung des Flusswassers“ durch das Kernkraftwerk Würgassen. Daraufhin stellte der Bundestagsabgeordnete Erich Wolfram (SPD) eine parlamentarische Anfrage ob der Richtigkeit dieser Aussage und potentieller Konsequenzen. In der Antwort wies Bundesinnenminister Werner Maihofer (FDP) Hölls Vorwürfe als unbegründet zurück und erklärte, dass sowohl bei der Wassertemperatur als auch bei der Aktivität alle gesetzlichen Grenzwerte eingehalten worden seien.
Höll lebte lange Zeit in Hameln und zuletzt im Hannoveraner Stadtteil Herrenhausen. Drei Jahre vor seinem Tod fusionierte seine Firma 1994 mit der in Bad Elster ansässigen Hydrotest GmbH zur Laborunion Prof. Höll & Co. GmbH.

## Publikationen (Auswahl)
Monographien
- Oekologie der Peridineen. Studien über den Einfluß chemischer und physikalischer Faktoren auf die Verbreitung der Dinoflagellaten im Süßwasser. In der Reihe: „Pflanzenforschung“, Band 11. Gustav Fischer Verlag, Jena, 1928.
- Leitfaden für das chemische Praktikum der Mediziner. M. & H. Schaper, Hannover, 1932.
- Wasseruntersuchungen. Chemische Untersuchung und Beurteilung von Trink- und Brauchwasser, Schwimmbadwasser, Kesselspeisewasser, Abwasser und Vorflut. Verlag Theodor Steinkopff, Leipzig, 1943.
- Die Wahrheit über die Atomkraftwerke. Udo Pfriemer Verlag, München, 1977, ISBN 978-3-7906-0066-7.

Fachaufsätze
- Über Schlammablagerungen, insbesondere über das Vorkommen von Belebtschlamm und seine Eigenschaften. In: Zentralblatt für Bakteriologie, Parasitenkunde und Infektionskrankheiten, 2. Abteilung, Band 81, 1930, Seiten 198–204.
- Über die Trinkwasserversorgung der Insel Helgoland und über das Vorkommen von bleihaltigem Trinkwasser daselbst. In: Archiv für Hygiene und Bakteriologie, Band 113, 1935, Seiten 283–295.
- Über die Bedingungen der Bleichromatfällung in der forensischen Analyse. In: Zeitschrift für Analytische Chemie, Band 102, 1935, Seiten 4–7.
- Chemische Charakteristik einiger Seen Jugoslawiens. Untersuchungsergebnisse über das Wasser des Obrida- und Prespasees in Südserbien, der Plitvice-Seen in Kroatien, des Skutari- und Katlanovosees. In: Archiv für Hydrobiologie, Band 28, 1935, Seiten 437–442.
- Über den Nachweis von Kienöl im Terpentinöl. In: Deutsche Apothekerzeitung, Band 50, 1935, Seiten 748–750.
- Arbeiten mit dem Diakolator. Über die Herstellung von Tinctura Chinae, Ipecacuanhae, Strophanti und Strychni durch Diakolation und über die Anwendung des Diakolators zum forensischen Strychninnachweis. In: Pharmazeutische Zeitung, Jahrgang 80, 1935, Seiten 1185–1187.
- Ein neues Hilfsmittel für die praktische pH-Bestimmung (Indicator-Papierfolien). In: Die chemische Fabrik, Band 8, 1935, Seite 218.
- Johann Großfeld / Karl Höll: Zur Bestimmung des Unverseifbaren. In: Zeitschrift für Untersuchung der Lebensmittel, Band 76, 1938, Seiten 478–482.
- Chemische Vorgänge beim Entsäuern von Trinkwasser mittels Magno. Entgegnung auf die Arbeit von W. Plücker. In: Zeitschrift für Untersuchung der Lebensmittel, Band 78, 1939, Seiten 186–187.
- Die Entfernung von Kupfer aus Wasser und Abwasser. In: Gesundheits-Ingenieur, Band 62, 1939, Seite 199.
- Die heißen Quellen und Geysire Islands, ihre chemische Beschaffenheit und Verwendbarkeit. In: Bulletin Rannsóknarstofnunin Neðri Ás, № 6, 1971.
- Dangers due to the heating of river-waters by atomic power stations. In: Naturopa, № 20, 1974, Seiten 21–23.
- Islands Ölkelda (Mineralquellen). Ihre Beschaffenheit und gesundheitliche Bedeutung. In: Bulletin Rannsóknarstofnunin Neðri Ás, № 19, 1975.